# 1496 en philosophie
Chronologie de la philosophie
- 1492
- 1493
- 1494
- 1495
- 1496
- 1497
- 1498
- 1499
- 1500

L’année 1496 a été marquée, en philosophie, par les événements suivants :

## Naissances
- Vittore Trincavelli (né vers 1496 à Venise, alors capitale de la République de Venise et mort en 1568) est un médecin et philosophe vénitien de la Renaissance.